# Temnata dupka
Temnata dupka (bulharsky Темната дупка, doslova Tmavá díra) je jeskyně v západním Bulharsku v pohoří Stara planina.

## Popis
Vstup do jeskyně Temnata dupka se nachází severozápadně od vesnice Gara Lakatnik v Iskărské roklině ve stěně Lakatnických skal na levém břehu řeky Iskăr přibližně 27 metrů nad její hladinou. Je vápencového původu. Délka chodeb dosahuje až 5600 metrů.

## Ochrana
Jeskyně je chráněna je jako přírodní památka s výměrou 1 hektar od roku 1962. Předmětem ochrany je krasová výzdoba, bohatá fauna a vodopád na podzemní řece. Je také součástí Přírodního parku Vračanský Balkán.

## Galerie

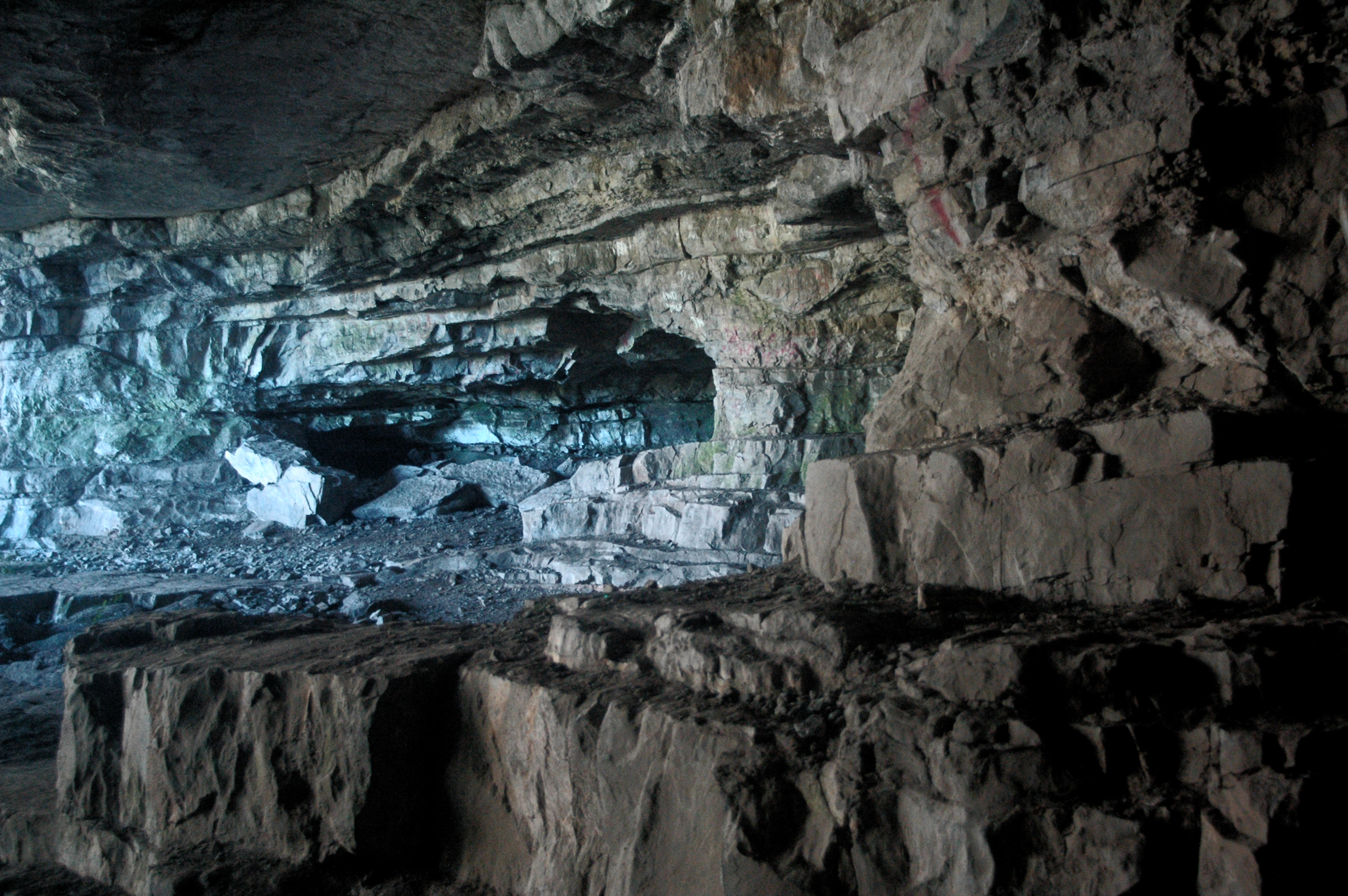
Jeskyně Temnata dupka
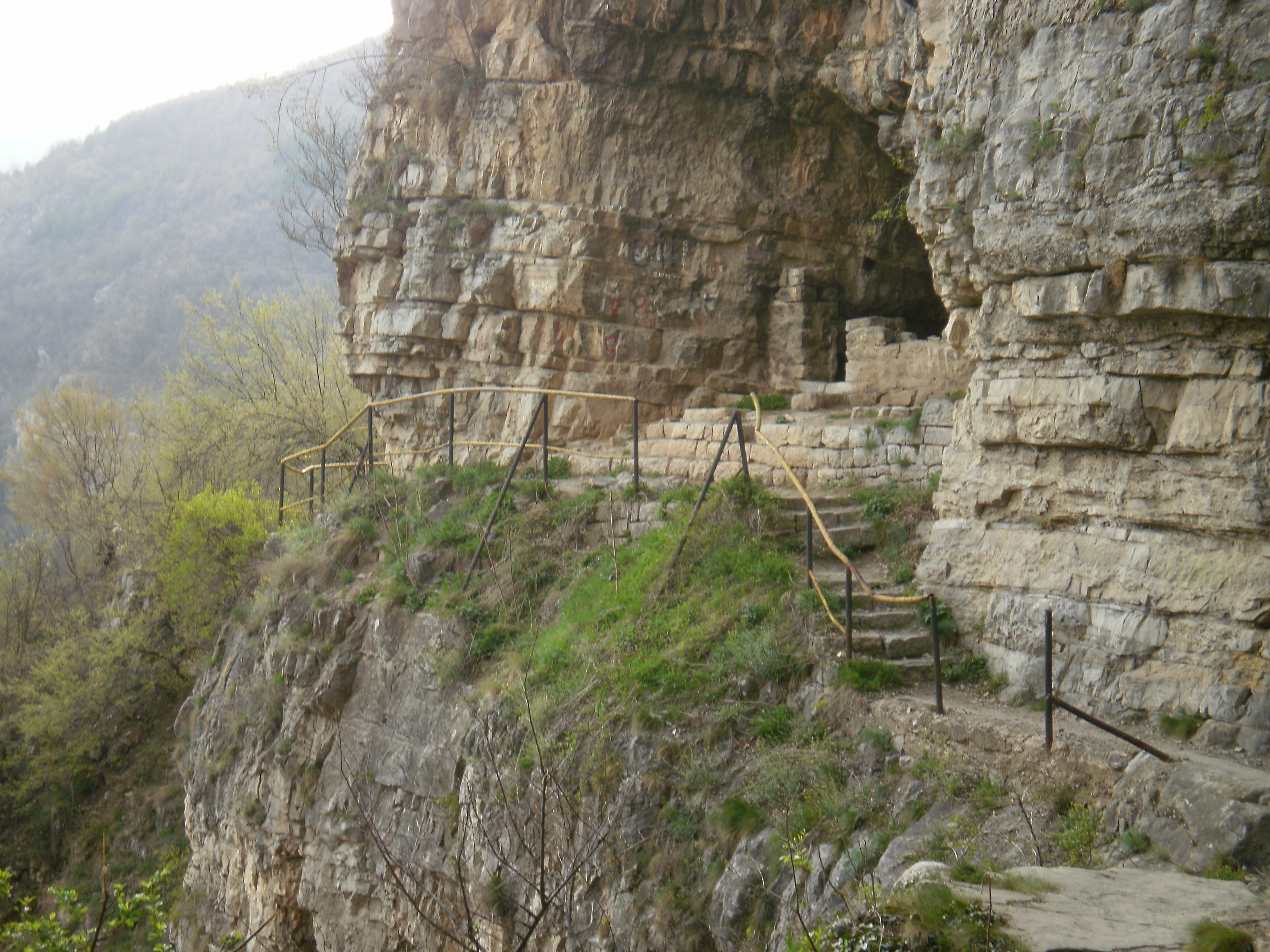
Vstup do jeskyně